# Pionites
A Pionites a madarak osztályának papagájalakúak (Psittaciformes) rendjébe a papagájfélék (Psittacidae) családjába és az araformák (Arinae) alcsaládjába tartozó nem.

## Előfordulásuk
Az ide tartozó fajok az Amazonas medencéjében élnek.

## Rendszerezés
A nembe az alábbi 4 faj tartozik:
- Rozsdássapkás papagáj (Pionites leucogaster)
- Feketesapkás papagáj (Pionites melanocephalus)
- Feketelábú papagáj (Pionites xanthomerius)
- Sárgafarkú papagáj (Pionites xanthurus)

## Külső hivatkozás
- Képek az interneten a nembe tartozó fajokról